# Reddick (Florida)
Reddick ist eine Stadt im Marion County im US-Bundesstaat Florida. Das U.S. Census Bureau hat bei der Volkszählung 2020 eine Einwohnerzahl von 449 ermittelt. 

## Geographie
Reddick liegt rund 15 Kilometer nördlich von Ocala. Orlando und Jacksonville liegen jeweils etwa 130 Kilometer und Tampa etwa 160 Kilometer entfernt.

## Demographische Daten
Laut der Volkszählung 2010 verteilten sich die damaligen 506 Einwohner auf 237 Haushalte. Die Bevölkerungsdichte lag bei 158,1 Einw./km². 44,5 % der Bevölkerung bezeichneten sich als Weiße, 48,6 % als Afroamerikaner, 0,2 % als Indianer und 0,2 % als Asian Americans. 3,2 % gaben die Angehörigkeit zu einer anderen Ethnie und 3,4 % zu mehreren Ethnien an. 8,9 % der Bevölkerung bestand aus Hispanics oder Latinos.
Im Jahr 2010 lebten in 31,5 % aller Haushalte Kinder unter 18 Jahren sowie 30,5 % aller Haushalte Personen mit mindestens 65 Jahren. 64,5 % der Haushalte waren Familienhaushalte (bestehend aus verheirateten Paaren mit oder ohne Nachkommen bzw. einem Elternteil mit Nachkomme). Die durchschnittliche Größe eines Haushalts lag bei 2,49 Personen und die durchschnittliche Familiengröße bei 3,15 Personen.
26,4 % der Bevölkerung waren jünger als 20 Jahre, 20,3 % waren 20 bis 39 Jahre alt, 30,2 % waren 40 bis 59 Jahre alt und 23,0 % waren mindestens 60 Jahre alt. Das mittlere Alter betrug 42 Jahre. 47,6 % der Bevölkerung waren männlich und 52,4 % weiblich.
Das durchschnittliche Jahreseinkommen lag bei 30.526 $, dabei lebten 27,7 % der Bevölkerung unter der Armutsgrenze.
Im Jahr 2000 war Englisch die Muttersprache von 91,84 % der Bevölkerung und spanisch sprachen 8,16 %.

## Verkehr
Der nächste Flughafen ist der rund 25 Kilometer südlich gelegene Ocala International Airport.